# San Mateo Xoloc
San Mateo Xoloc es uno de los seis pueblos situada en el Municipio de Tepotzotlán, en el Estado de México, a una altitud de 2300 metros sobre el nivel del mar.
De acuerdo al último censo realizado en el año 2005, cuenta con 8.636 habitantes (adquiriendo el reconocimiento oficial de "ciudad"); de los cuales el 20% se dedica a la agricultura y el 80% a otras actividades industriales y de comercio.

## Templo de San Mateo Xoloc
Como tantas otras construcciones religiosas del siglo XVI, ésta se construyó sobre las ruinas de un teocalli prehispánico en 1531, justo el día de San Mateo Apóstol he de ahí el parte del nombre; combina la austeridad franciscana con los estilos herreriano y gótico isabelino del siglo XVIII. Frente al templo se encuentra una de las cruces más bellas del país. En esta comunidad se lleva a cabo una de las festividades más importantes que es la representación de Semana Santa en la cual se presenta el domingo de ramos, la representación de la última cena y el vía crucis que termina con la crucifixión en el cerro del calvario, esto es organizado por un grupo de jóvenes de la comunidad.